# Liste der Kulturdenkmäler in Bedesbach
In der Liste der Kulturdenkmäler in Bedesbach sind alle Kulturdenkmäler der rheinland-pfälzischen Ortsgemeinde Bedesbach aufgeführt. Grundlage ist die Denkmalliste des Landes Rheinland-Pfalz (Stand: 6. September 2022).

## Einzeldenkmäler
| Bezeichnung | Lage                        | Baujahr                    | Beschreibung | Bild            |
| ----------- | --------------------------- | -------------------------- | --- | --------------- |
| Quereinhaus | Hauptstraße 6 Lage          | 1821                       | Quereinhaus, 1821, Scheunenanbau nach 1842, Wirtschaftshof mit Brunnen und Walnussbaum; ortsbildprägend            | Fotos hochladen |
| Schmiede    | Ringstraße, bei Nr. 16 Lage | Mitte des 19. Jahrhunderts | ehemalige Schmiede; eingeschossiger Putzbau, Schleifstein, Mitte des 19. Jahrhunderts; mit technischer Ausstattung | Fotos hochladen |